# 胡菊人
胡菊人（英語：Hu Chu Jen，1933年10月12日—），原名胡秉文，廣東順德人，香港报人、专栏作家和文学评论家之一。

## 背景
胡菊人早年於廣東成長，初中三年級尚未畢業便隨親戚到香港生活，於聖類斯中學當校役和教堂雜役，後在1961年畢業於珠海學院英語系，曾向琴家、艺术教育家蔡德允學習古琴。先後任《大學生活》社長及主編、《中國學生周報》社長。1968年開始擔任《明報月刊》的主編，前後歷經十三年，月薪是4,700元，1981年離開《明報月刊》，加入傅朝樞創立的《中報》。臨行前，金庸特地在“海城”酒樓設宴歡送，贈“黃金勞力士”。1981年6月1日創辦《百姓》半月刊。1996年移民加拿大溫哥華。此前他於1985年至1990年基本法諮詢委員會委員。

## 個人生活
胡菊人已婚，與妻子劉氏育有2名子女。

## 作品集
- 《小说红楼》
- 《小说水浒》
- 《小说金庸》[4]
- 《李約瑟與中國科學》

## 獎項
- 1990年度「香港藝術家年獎」作家獎[5]